# Julia Vaquero
Julia Vaquero Sousa (née le 18 septembre 1970 à Chamonix) est une athlète espagnole, spécialiste des courses de fond et de cross-country.

## Biographie
En 1996 elle bat successivement les records nationaux du 10 000, du 5 000 (trois fois) et du 3 000 mètres. Aux Jeux olympiques à Atlanta elle termine 3e de sa série et 9e de la finale. En décembre elle remporte la médaille d'argent lors des championnats d'Europe de cross-country, tout comme deux ans auparavant.
En 1997 elle améliore son record en remportant la coupe d'Europe du 10 000 mètres à Barakaldo.

### Palmarès
| Date | Compétition                            | Lieu      | Résultat | Épreuve    | Performance    |
| ---- | -------------------------------------- | --------- | -------- | ---------- | -------------- |
| 1990 | Championnats ibéro-américains          | Manaus    | 2e       | 3000 m     | 9 min 12 s 87  |
| 1993 | Jeux méditerranéens                    | Narbonne  | 3e       | 3000 m     | 9 min 04 s 99  |
| 1994 | Championnats d'Europe de cross-country | Alnwick   | 2e       | Cross long |                |
| 1996 | Championnats d'Europe de cross-country | Charleroi | 2e       | Cross long |                |
| 1997 | Jeux méditerranéens                    | Bari      | 2e       | 5 000 m    | 15 min 04 s 48 |
| 1998 | Championnats d'Europe                  | Budapest  | 3e       | 10 000 m   | 31 min 46 s 47 |
| 1999 | Championnats du monde                  | Séville   | 6e       | 5 000 m    | 14 min 56 s 00 |

#### National
- 2 titres au 3 000 m (1991, 1992)
- 2 titres au 5 000 m (1993, 1996)
- 1 titre au 10 000 m (1998)
- 7 titres en cross (1992 à 1998)[2]

### Records
| Épreuve       | Performance     | Lieu      | Date              |
| ------------- | --------------- | --------- | ----------------- |
| 3 000 m       | 8 min 41 s 23   | Nice      | 10 juillet 1996   |
| 5 000 m       | 14 min 44 s 95  | Oslo      | 5 juillet 1996    |
| 10 000 m      | 31 min 14 s 51  | Barakaldo | 5 avril 1997      |
| Semi-marathon | 1 h 10 min 33 s | Uster     | 27 septembre 1998 |